# Lista över matchresultat i Svenska Hockeyligan 2022/2023
Lista över matchresultat i grundserien av Svenska Hockeyligan 2022/2023.
| Nr | Lag               | S  | V  | ÖV | ÖF | F  | GM  | IM  | MS  | P   |
| -- | ----------------- | -- | -- | -- | -- | -- | --- | --- | --- | --- |
| 1  | Växjö Lakers      | 52 | 27 | 7  | 7  | 11 | 153 | 111 | +42 | 102 |
| 2  | Skellefteå AIK    | 52 | 27 | 6  | 6  | 13 | 165 | 118 | +47 | 99  |
| 3  | Färjestad BK (RM) | 52 | 24 | 7  | 4  | 17 | 154 | 139 | +15 | 90  |
| 4  | Örebro HK         | 52 | 21 | 7  | 6  | 18 | 155 | 141 | +14 | 83  |
| 5  | Timrå IK          | 52 | 22 | 6  | 3  | 21 | 137 | 130 | +7  | 81  |
| 6  | Frölunda HC       | 52 | 21 | 5  | 8  | 18 | 140 | 139 | +1  | 81  |
| 7  | IK Oskarshamn     | 52 | 20 | 8  | 2  | 22 | 165 | 159 | +6  | 78  |
| 8  | Leksands IF       | 52 | 22 | 5  | 1  | 24 | 131 | 136 | −5  | 77  |
| 9  | Rögle BK          | 52 | 17 | 8  | 5  | 22 | 149 | 158 | −9  | 72  |
| 10 | Luleå HF          | 52 | 18 | 4  | 9  | 21 | 117 | 130 | −13 | 71  |
| 11 | HV71 (U)          | 52 | 15 | 7  | 9  | 21 | 138 | 151 | −13 | 68  |
| 12 | Linköping HC      | 52 | 16 | 4  | 11 | 21 | 133 | 165 | −32 | 67  |
| 13 | Brynäs IF         | 52 | 16 | 4  | 6  | 26 | 134 | 171 | −37 | 62  |
| 14 | Malmö Redhawks    | 52 | 14 | 6  | 7  | 25 | 133 | 156 | −23 | 61  |

## Matcher
| 17 september 2022 - IK Oskarshamn - Växjö Lakers HC 5 - 4 (0-1, 2-0, 2-3, 0-0, 1-0) 3275 Be-Ge Hockey Center - Frölunda HC - Timrå IK 2 - 3 (1-1, 1-0, 0-1, 0-0, 0-1) 10408 Scandinavium - Rögle BK - Brynäs IF 5 - 4 (1-0, 0-1, 3-3, 1-0) 6310 Catena Arena - Luleå HF - HV 71 3 - 0 (0-0, 2-0, 1-0) 6150 Coop Norrbotten Arena - Skellefteå AIK - IF Malmö Redhawks 2 - 5 (2-2, 0-0, 0-3) 5801 Skellefteå Kraft Arena - Färjestad BK - Leksands IF 3 - 1 (0-0, 2-1, 1-0) 8250 Löfbergs Arena - Örebro HK - Linköping HC 3 - 2 (1-1, 0-1, 1-0, 1-0) 5500 Behrn Arena 20 september 2022 - Linköping HC - Skellefteå AIK 2 - 6 (0-1, 1-3, 1-2) 5142 Saab Arena 22 september 2022 - Luleå HF - Rögle BK 2 - 4 (0-3, 1-0, 1-1) 5975 Coop Norrbotten Arena - Timrå IK - Linköping HC 3 - 1 (1-0, 1-1, 1-0) 5800 NHC Arena - Leksands IF - Skellefteå AIK 1 - 0 (0-0, 0-0, 1-0) 5510 Tegera Arena - Färjestad BK - Växjö Lakers HC 4 - 2 (2-1, 0-1, 2-0) 6554 Löfbergs Arena - IK Oskarshamn - Brynäs IF 2 - 1 (0-0, 1-1, 0-0, 1-0) 2785 Be-Ge Hockey Center - Frölunda HC - Örebro HK 4 - 2 (0-1, 3-0, 1-1) 7078 Scandinavium - IF Malmö Redhawks - HV 71 3 - 4 (0-0, 1-0, 2-3, 0-0, 0-1) 5412 Malmö Arena 24 september 2022 - Brynäs IF - Luleå HF 2 - 5 (0-0, 1-2, 1-3) 6903 Monitor ERP Arena - Örebro HK - IK Oskarshamn 4 - 1 (2-1, 0-0, 2-0) 5228 Behrn Arena - Linköping HC - Färjestad BK 4 - 3 (1-0, 0-1, 2-2, 0-0, 1-0) 5703 Saab Arena - IF Malmö Redhawks - Frölunda HC 3 - 2 (1-1, 1-1, 0-0, 1-0) 5697 Malmö Arena - Skellefteå AIK - Rögle BK 5 - 2 (2-0, 0-1, 3-1) 4573 Skellefteå Kraft Arena - Växjö Lakers HC - Timrå IK 4 - 0 (3-0, 1-0, 0-0) 5449 Vida Arena 27 september 2022 - HV 71 - Leksands IF 2 - 3 (0-0, 2-2, 0-0, 0-1) 7000 Husqvarna Garden - Skellefteå AIK - Färjestad BK 6 - 0 (2-0, 1-0, 3-0) 3867 Skellefteå Kraft Arena - Brynäs IF - Örebro HK 3 - 2 (1-1, 0-0, 2-1) 4920 Monitor ERP Arena - Frölunda HC - Växjö Lakers HC 3 - 1 (0-1, 2-0, 1-0) 8656 Scandinavium 29 september 2022 - Timrå IK - HV 71 4 - 3 (3-2, 0-0, 0-1, 1-0) 4756 NHC Arena - Leksands IF - Örebro HK 3 - 4 (0-2, 1-2, 2-0) 4344 Tegera Arena - Färjestad BK - Skellefteå AIK 4 - 6 (0-1, 2-2, 2-3) 5480 Löfbergs Arena - Linköping HC - Luleå HF 2 - 1 (0-0, 0-1, 2-0) 4435 Saab Arena - IK Oskarshamn - Frölunda HC 5 - 4 (1-1, 2-1, 1-2, 1-0) 2907 Be-Ge Hockey Center - Växjö Lakers HC - Brynäs IF 4 - 1 (0-1, 2-0, 2-0) 4852 Vida Arena - Rögle BK - IF Malmö Redhawks 1 - 2 (1-1, 0-1, 0-0) 6310 Catena Arena 1 oktober 2022 - Luleå HF - Växjö Lakers HC 1 - 2 (0-1, 1-1, 0-0) 6150 Coop Norrbotten Arena - Timrå IK - Färjestad BK 2 - 4 (1-2, 0-2, 1-0) 5278 NHC Arena - HV 71 - IK Oskarshamn 4 - 5 (1-1, 3-3, 0-0, 0-1) 6535 Husqvarna Garden - Örebro HK - Skellefteå AIK 3 - 2 (0-1, 0-0, 2-1, 0-0, 1-0) 5442 Behrn Arena - Frölunda HC - Leksands IF 3 - 4 (1-0, 1-3, 1-1) 11004 Scandinavium - Rögle BK - Linköping HC 3 - 2 (1-1, 1-0, 0-1, 0-0, 1-0) 5483 Catena Arena 2 oktober 2022 - IF Malmö Redhawks - Brynäs IF 8 - 4 (3-2, 1-2, 4-0) 5560 Malmö Arena 6 oktober 2022 - Skellefteå AIK - Timrå IK 6 - 2 (1-1, 1-0, 4-1) 4276 Skellefteå Kraft Arena - Brynäs IF - Leksands IF 4 - 3 (2-2, 1-0, 1-1) 7813 Monitor ERP Arena - Färjestad BK - Rögle BK 4 - 3 (1-0, 0-2, 3-1) 5172 Löfbergs Arena - Örebro HK - HV 71 3 - 0 (1-0, 2-0, 0-0) 5213 Behrn Arena - Linköping HC - IK Oskarshamn 4 - 2 (1-1, 2-1, 1-0) 5782 Saab Arena - Växjö Lakers HC - Frölunda HC 2 - 1 (1-1, 0-0, 1-0) 4093 Vida Arena - IF Malmö Redhawks - Luleå HF 2 - 3 (0-1, 1-2, 1-0) 5077 Malmö Arena 8 oktober 2022 - Timrå IK - Örebro HK 3 - 2 (0-1, 0-1, 2-0, 0-0, 1-0) 4859 NHC Arena - Leksands IF - IF Malmö Redhawks 4 - 1 (1-0, 1-1, 2-0) 7650 Tegera Arena - IK Oskarshamn - Färjestad BK 3 - 5 (2-2, 1-1, 0-2) 3185 Be-Ge Hockey Center - Frölunda HC - Luleå HF 2 - 1 (0-1, 2-0, 0-0) 9442 Scandinavium - Brynäs IF - Skellefteå AIK 3 - 1 (0-0, 1-1, 2-0) 7367 Monitor ERP Arena - HV 71 - Linköping HC 1 - 3 (0-1, 0-0, 1-2) 6662 Husqvarna Garden - Växjö Lakers HC - Rögle BK 4 - 1 (0-0, 2-0, 2-1) 4107 Vida Arena 13 oktober 2022 - Luleå HF - Färjestad BK 3 - 0 (0-0, 1-0, 2-0) 5771 Coop Norrbotten Arena - Skellefteå AIK - Frölunda HC 2 - 5 (1-2, 1-0, 0-3) 4473 Skellefteå Kraft Arena - Leksands IF - Timrå IK 1 - 0 (0-0, 0-0, 1-0) 4418 Tegera Arena - Örebro HK - Brynäs IF 1 - 5 (1-1, 0-3, 0-1) 5271 Behrn Arena - Linköping HC - Växjö Lakers HC 2 - 3 (0-1, 1-1, 1-0, 0-0, 0-1) 4822 Saab Arena - Rögle BK - HV 71 2 - 1 (1-0, 0-0, 0-1, 1-0) 5532 Catena Arena - IF Malmö Redhawks - IK Oskarshamn 1 - 2 (0-0, 1-2, 0-0) 4772 Malmö Arena 15 oktober 2022 - HV 71 - Brynäs IF 3 - 2 (2-1, 0-0, 0-1, 1-0) 7000 Husqvarna Garden - Rögle BK - Örebro HK 4 - 2 (1-1, 2-0, 1-1) 5853 Catena Arena - Frölunda HC - Färjestad BK 3 - 7 (2-3, 1-2, 0-2) 12044 Scandinavium - IF Malmö Redhawks - Timrå IK 0 - 7 (0-2, 0-4, 0-1) 4917 Malmö Arena - IK Oskarshamn - Luleå HF 1 - 4 (0-2, 1-1, 0-1) 3002 Be-Ge Hockey Center - Växjö Lakers HC - Leksands IF 1 - 2 (1-0, 0-0, 0-1, 0-1) 5233 Vida Arena 18 oktober 2022 - Luleå HF - Linköping HC 2 - 0 (1-0, 0-0, 1-0) 5407 Coop Norrbotten Arena - Örebro HK - Skellefteå AIK 6 - 3 (1-1, 2-2, 3-0) 5017 Behrn Arena 20 oktober 2022 - Luleå HF - Timrå IK 2 - 3 (0-0, 1-2, 1-0, 0-0, 0-1) 6046 Coop Norrbotten Arena - Brynäs IF - Linköping HC 4 - 1 (2-1, 0-0, 2-0) 6788 Monitor ERP Arena - Leksands IF - IK Oskarshamn 4 - 3 (1-0, 1-1, 2-2) 4304 Tegera Arena - Örebro HK - Färjestad BK 4 - 1 (0-0, 0-0, 4-1) 5500 Behrn Arena - Växjö Lakers HC - IF Malmö Redhawks 2 - 3 (1-0, 0-1, 1-1, 0-0, 0-1) 4014 Vida Arena - Frölunda HC - Rögle BK 2 - 3 (1-0, 1-1, 0-1, 0-1) 7313 Scandinavium - HV 71 - Skellefteå AIK 3 - 2 (1-1, 0-1, 1-0, 1-0) 5442 Husqvarna Garden 22 oktober 2022 - Timrå IK - Rögle BK 5 - 2 (0-1, 4-1, 1-0) 5194 NHC Arena - Brynäs IF - Färjestad BK 1 - 5 (1-3, 0-2, 0-0) 7011 Monitor ERP Arena - Linköping HC - Frölunda HC 3 - 4 (3-1, 0-0, 0-2, 0-1) 6422 Saab Arena - IF Malmö Redhawks - Örebro HK 2 - 5 (0-3, 2-0, 0-2) 4743 Malmö Arena - Leksands IF - Luleå HF 4 - 2 (3-1, 0-1, 1-0) 7650 Tegera Arena - HV 71 - Växjö Lakers HC 5 - 2 (3-0, 2-0, 0-2) 6659 Husqvarna Garden - IK Oskarshamn - Skellefteå AIK 5 - 4 (1-2, 2-0, 1-2, 1-0) 2912 Be-Ge Hockey Center 25 oktober 2022 - Skellefteå AIK - Växjö Lakers HC 1 - 3 (0-0, 0-1, 1-2) 4159 Skellefteå Kraft Arena - Timrå IK - IK Oskarshamn 3 - 0 (0-0, 1-0, 2-0) 4511 NHC Arena - Färjestad BK - HV 71 4 - 1 (2-0, 1-0, 1-1) 6960 Löfbergs Arena - Örebro HK - Luleå HF 3 - 2 (1-1, 0-0, 1-1, 0-0, 1-0) 5219 Behrn Arena - Linköping HC - IF Malmö Redhawks 1 - 6 (1-3, 0-2, 0-1) 4408 Saab Arena - Frölunda HC - Brynäs IF 5 - 3 (2-0, 1-1, 2-2) 8674 Scandinavium - Rögle BK - Leksands IF 7 - 3 (2-1, 3-0, 2-2) 5751 Catena Arena 27 oktober 2022 - Luleå HF - Skellefteå AIK 2 - 3 (1-2, 0-0, 1-0, 0-0, 0-1) 6150 Coop Norrbotten Arena - Brynäs IF - Timrå IK 4 - 3 (0-0, 2-2, 1-1, 0-0, 1-0) 6255 Monitor ERP Arena - Leksands IF - Linköping HC 3 - 2 (0-0, 0-1, 2-1, 0-0, 1-0) 4508 Tegera Arena - HV 71 - Frölunda HC 2 - 3 (2-0, 0-0, 0-2, 0-0, 0-1) 6696 Husqvarna Garden - IK Oskarshamn - Rögle BK 6 - 5 (0-2, 3-2, 2-1, 1-0) 2814 Be-Ge Hockey Center - Växjö Lakers HC - Örebro HK 1 - 3 (0-1, 1-1, 0-1) 4077 Vida Arena - IF Malmö Redhawks - Färjestad BK 2 - 3 (0-1, 2-0, 0-1, 0-0, 0-1) 4893 Malmö Arena 29 oktober 2022 - Skellefteå AIK - Brynäs IF 4 - 0 (3-0, 0-0, 1-0) 5556 Skellefteå Kraft Arena - HV 71 - Luleå HF 0 - 3 (0-2, 0-1, 0-0) 6318 Husqvarna Garden - Linköping HC - Leksands IF 4 - 3 (1-0, 3-1, 0-2) 8190 Saab Arena - Frölunda HC - IF Malmö Redhawks 0 - 2 (0-1, 0-0, 0-1) 9665 Scandinavium - Örebro HK - Timrå IK 2 - 3 (0-0, 2-0, 0-2, 0-1) 5500 Behrn Arena - Växjö Lakers HC - Färjestad BK 3 - 2 (0-0, 1-1, 1-1, 1-0) 4665 Vida Arena - Rögle BK - IK Oskarshamn 2 - 4 (0-1, 0-1, 2-2) 5891 Catena Arena 1 november 2022 - Linköping HC - Timrå IK 2 - 3 (0-0, 2-2, 0-0, 0-1) 5386 Saab Arena - Frölunda HC - Växjö Lakers HC 2 - 4 (0-0, 1-1, 1-3) 8313 Scandinavium 3 november 2022 - Luleå HF - Brynäs IF 1 - 4 (0-2, 0-1, 1-1) 6150 Coop Norrbotten Arena - Skellefteå AIK - Örebro HK 3 - 2 (2-0, 1-2, 0-0) 4883 Skellefteå Kraft Arena - Timrå IK - Växjö Lakers HC 0 - 3 (0-0, 0-1, 0-2) 5655 NHC Arena - Leksands IF - Rögle BK 3 - 0 (2-0, 1-0, 0-0) 6130 Tegera Arena - Färjestad BK - IK Oskarshamn 2 - 3 (2-0, 0-1, 0-1, 0-1) 7737 Löfbergs Arena - Frölunda HC - HV 71 3 - 1 (1-0, 1-1, 1-0) 11052 Scandinavium - IF Malmö Redhawks - Linköping HC 3 - 5 (2-0, 0-3, 1-2) 5514 Malmö Arena 5 november 2022 - Luleå HF - Örebro HK 4 - 1 (1-0, 3-0, 0-1) 6150 Coop Norrbotten Arena - Brynäs IF - Rögle BK 1 - 2 (0-0, 0-1, 1-1) 6410 Monitor ERP Arena - Leksands IF - Växjö Lakers HC 2 - 3 (1-0, 0-3, 1-0) 7650 Tegera Arena - Frölunda HC - Skellefteå AIK 1 - 4 (0-2, 0-1, 1-1) 9741 Scandinavium - IF Malmö Redhawks - Timrå IK 2 - 3 (0-0, 0-2, 2-1) 5577 Malmö Arena - HV 71 - Färjestad BK 2 - 3 (0-1, 2-0, 0-2) 7000 Husqvarna Garden - IK Oskarshamn - Linköping HC 4 - 5 (2-1, 1-3, 1-1) 3275 Be-Ge Hockey Center 16 november 2022 - Brynäs IF - IF Malmö Redhawks 4 - 0 (2-0, 0-0, 2-0) 5572 Monitor ERP Arena 19 november 2022 - Timrå IK - Skellefteå AIK 1 - 2 (0-1, 0-1, 1-0) 5800 NHC Arena - Färjestad BK - Brynäs IF 2 - 3 (2-1, 0-1, 0-1) 8250 Löfbergs Arena - HV 71 - IF Malmö Redhawks 4 - 2 (0-0, 3-1, 1-1) 7000 Husqvarna Garden - Växjö Lakers HC - Linköping HC 4 - 1 (0-1, 2-0, 2-0) 5024 Vida Arena - Luleå HF - IK Oskarshamn 4 - 1 (3-0, 0-1, 1-0) 6150 Coop Norrbotten Arena - Leksands IF - Frölunda HC 1 - 2 (0-1, 0-0, 1-1) 7650 Tegera Arena - Örebro HK - Rögle BK 4 - 1 (2-0, 2-0, 0-1) 5500 Behrn Arena 22 november 2022 - IK Oskarshamn - HV 71 2 - 5 (2-3, 0-0, 0-2) 3127 Be-Ge Hockey Center - IF Malmö Redhawks - Leksands IF 2 - 3 (0-1, 0-0, 2-1, 0-0, 0-1) 8334 Malmö Arena 24 november 2022 - Skellefteå AIK - HV 71 6 - 4 (3-0, 1-2, 2-2) 4746 Skellefteå Kraft Arena - Leksands IF - Brynäs IF 4 - 1 (1-0, 2-1, 1-0) 7009 Tegera Arena - Färjestad BK - IF Malmö Redhawks 1 - 4 (1-0, 0-1, 0-3) 5534 Löfbergs Arena - Örebro HK - Frölunda HC 0 - 3 (0-0, 0-2, 0-1) 5331 Behrn Arena - Linköping HC - Rögle BK 3 - 2 (1-0, 1-1, 0-1, 0-0, 1-0) 4409 Saab Arena - Växjö Lakers HC - IK Oskarshamn 3 - 5 (1-1, 0-2, 2-2) 4504 Vida Arena - Luleå HF - Timrå IK 2 - 5 (1-0, 0-3, 1-2) 5950 Coop Norrbotten Arena 26 november 2022 - IK Oskarshamn - Timrå IK 1 - 5 (1-0, 0-2, 0-3) 3004 Be-Ge Hockey Center - Frölunda HC - Linköping HC 3 - 1 (1-0, 0-0, 2-1) 10002 Scandinavium - Skellefteå AIK - Leksands IF 4 - 1 (2-0, 0-1, 2-0) 5242 Skellefteå Kraft Arena - Brynäs IF - HV 71 1 - 5 (0-1, 0-2, 1-2) 6797 Monitor ERP Arena - Färjestad BK - Örebro HK 2 - 1 (2-0, 0-0, 0-1) 8250 Löfbergs Arena - Rögle BK - Luleå HF 3 - 1 (1-1, 1-0, 1-0) 6310 Catena Arena - IF Malmö Redhawks - Växjö Lakers HC 2 - 5 (1-0, 1-2, 0-3) 6119 Malmö Arena 29 november 2022 - Växjö Lakers HC - Skellefteå AIK 1 - 2 (0-0, 1-0, 0-1, 0-0, 0-1) 5092 Vida Arena - Luleå HF - Frölunda HC 0 - 1 (0-0, 0-0, 0-1) 5928 Coop Norrbotten Arena - Brynäs IF - IK Oskarshamn 1 - 4 (0-1, 1-2, 0-1) 4781 Monitor ERP Arena - Leksands IF - Färjestad BK 2 - 3 (1-2, 1-0, 0-1) 4920 Tegera Arena - HV 71 - Timrå IK 1 - 4 (0-2, 0-1, 1-1) 6219 Husqvarna Garden - Linköping HC - Örebro HK 4 - 2 (2-0, 1-2, 1-0) 4856 Saab Arena - IF Malmö Redhawks - Rögle BK 2 - 3 (0-0, 2-1, 0-2) 10912 Malmö Arena 1 december 2022 - Skellefteå AIK - Luleå HF 3 - 2 (0-0, 2-2, 0-0, 0-0, 1-0) 6001 Skellefteå Kraft Arena - Timrå IK - Frölunda HC 5 - 0 (2-0, 1-0, 2-0) 4807 NHC Arena - Leksands IF - HV 71 1 - 2 (0-2, 0-0, 1-0) 4674 Tegera Arena - Örebro HK - Växjö Lakers HC 1 - 5 (1-3, 0-2, 0-0) 5053 Behrn Arena - Linköping HC - Brynäs IF 5 - 2 (0-0, 1-1, 4-1) 5882 Saab Arena - IK Oskarshamn - IF Malmö Redhawks 3 - 2 (0-1, 0-0, 2-1, 1-0) 2708 Be-Ge Hockey Center - Rögle BK - Färjestad BK 4 - 2 (2-0, 1-1, 1-1) 5713 Catena Arena 3 december 2022 - Brynäs IF - Frölunda HC 2 - 5 (1-1, 0-1, 1-3) 6340 Monitor ERP Arena - Färjestad BK - Timrå IK 3 - 2 (0-0, 1-1, 1-1, 0-0, 1-0) 6814 Löfbergs Arena - Örebro HK - IF Malmö Redhawks 5 - 3 (3-0, 1-2, 1-1) 5312 Behrn Arena - HV 71 - Rögle BK 6 - 2 (2-0, 3-2, 1-0) 6767 Husqvarna Garden - Skellefteå AIK - Linköping HC 3 - 1 (0-0, 1-0, 2-1) 4315 Skellefteå Kraft Arena - IK Oskarshamn - Leksands IF 4 - 2 (1-1, 1-1, 2-0) 3275 Be-Ge Hockey Center - Växjö Lakers HC - Luleå HF 7 - 2 (2-0, 5-0, 0-2) 4310 Vida Arena 8 december 2022 - Luleå HF - Leksands IF 1 - 3 (1-3, 0-0, 0-0) 5645 Coop Norrbotten Arena - Timrå IK - Brynäs IF 2 - 4 (0-2, 1-1, 1-1) 5343 NHC Arena - Färjestad BK - Linköping HC 3 - 0 (0-0, 2-0, 1-0) 5527 Löfbergs Arena - HV 71 - Örebro HK 4 - 7 (2-3, 1-3, 1-1) 5817 Husqvarna Garden - Frölunda HC - IK Oskarshamn 6 - 3 (2-1, 1-1, 3-1) 9310 Scandinavium - Rögle BK - Växjö Lakers HC 2 - 5 (1-0, 1-1, 0-4) 5324 Catena Arena - IF Malmö Redhawks - Skellefteå AIK 4 - 5 (1-2, 1-1, 2-1, 0-1) 5658 Malmö Arena 9 december 2022 - Linköping HC - HV 71 4 - 3 (0-0, 0-3, 3-0, 1-0) 8190 Saab Arena 10 december 2022 - Timrå IK - Leksands IF 1 - 4 (1-0, 0-3, 0-1) 5542 NHC Arena - Rögle BK - Skellefteå AIK 0 - 3 (0-0, 0-3, 0-0) 5807 Catena Arena - Färjestad BK - Frölunda HC 3 - 4 (1-0, 0-2, 2-2) 8250 Löfbergs Arena - Luleå HF - IF Malmö Redhawks 4 - 0 (2-0, 2-0, 0-0) 6150 Coop Norrbotten Arena - Brynäs IF - Växjö Lakers HC 3 - 4 (1-2, 1-1, 1-1) 4613 Monitor ERP Arena - IK Oskarshamn - Örebro HK 0 - 3 (0-1, 0-2, 0-0) 2943 Be-Ge Hockey Center 14 december 2022 - Rögle BK - Timrå IK 6 - 1 (1-0, 4-0, 1-1) 5137 Catena Arena | 17 december 2022 - Skellefteå AIK - IK Oskarshamn 4 - 0 (1-0, 3-0, 0-0) 4838 Skellefteå Kraft Arena - Färjestad BK - Luleå HF 0 - 1 (0-0, 0-0, 0-1) 6422 Löfbergs Arena - Örebro HK - Leksands IF 6 - 3 (2-1, 3-2, 1-0) 5500 Behrn Arena - Växjö Lakers HC - HV 71 5 - 4 (0-2, 3-1, 1-1, 1-0) 5750 Vida Arena 18 december 2022 - Rögle BK - Frölunda HC 4 - 2 (2-0, 2-0, 0-2) 5867 Catena Arena 20 december 2022 - Örebro HK - Luleå HF 4 - 2 (0-0, 2-1, 2-1) 5382 Behrn Arena - Frölunda HC - Brynäs IF 3 - 2 (0-1, 1-1, 1-0, 1-0) 10655 Scandinavium 26 december 2022 - Färjestad BK - Rögle BK 3 - 2 (1-1, 1-0, 0-1, 1-0) 8250 Löfbergs Arena - HV 71 - Linköping HC 0 - 3 (0-1, 0-1, 0-1) 7000 Husqvarna Garden - IF Malmö Redhawks - Frölunda HC 2 - 3 (1-0, 1-3, 0-0) 6959 Malmö Arena - Skellefteå AIK - Växjö Lakers HC 3 - 0 (0-0, 0-0, 3-0) 5801 Skellefteå Kraft Arena - Leksands IF - Timrå IK 1 - 2 (1-0, 0-1, 0-1) 7650 Tegera Arena - IK Oskarshamn - Brynäs IF 6 - 2 (1-0, 1-0, 4-2) 3275 Be-Ge Hockey Center 28 december 2022 - Brynäs IF - Luleå HF 7 - 4 (1-3, 3-0, 3-1) 7022 Monitor ERP Arena - Färjestad BK - Leksands IF 4 - 0 (2-0, 1-0, 1-0) 8250 Löfbergs Arena - Linköping HC - IK Oskarshamn 2 - 4 (1-1, 1-1, 0-2) 8011 Saab Arena - Växjö Lakers HC - Timrå IK 5 - 3 (1-2, 1-1, 3-0) 4528 Vida Arena - Frölunda HC - Rögle BK 2 - 3 (1-0, 1-2, 0-0, 0-0, 0-1) 12044 Scandinavium - IF Malmö Redhawks - HV 71 2 - 1 (0-0, 0-1, 1-0, 1-0) 6618 Malmö Arena 30 december 2022 - Luleå HF - Skellefteå AIK 2 - 3 (0-2, 2-0, 0-0, 0-0, 0-1) 6150 Coop Norrbotten Arena - Timrå IK - IF Malmö Redhawks 3 - 0 (0-0, 2-0, 1-0) 5612 NHC Arena - Leksands IF - Linköping HC 6 - 3 (2-1, 2-2, 2-0) 6474 Tegera Arena - HV 71 - Växjö Lakers HC 1 - 2 (1-0, 0-2, 0-0) 7000 Husqvarna Garden - IK Oskarshamn - Färjestad BK 3 - 6 (2-1, 1-2, 0-3) 3275 Be-Ge Hockey Center - Rögle BK - Brynäs IF 8 - 5 (3-1, 2-2, 3-2) 6310 Catena Arena 3 januari 2023 - Skellefteå AIK - HV 71 7 - 2 (3-0, 3-1, 1-1) 5181 Skellefteå Kraft Arena - Brynäs IF - Linköping HC 4 - 3 (0-2, 2-0, 1-1, 1-0) 6411 Monitor ERP Arena - Leksands IF - Luleå HF 4 - 1 (2-0, 1-1, 1-0) 5193 Tegera Arena - Örebro HK - Färjestad BK 4 - 5 (1-1, 1-0, 2-3, 0-1) 5500 Behrn Arena - Växjö Lakers HC - Rögle BK 4 - 1 (0-0, 3-1, 1-0) 4457 Vida Arena - Frölunda HC - Timrå IK 1 - 3 (1-3, 0-0, 0-0) 10170 Scandinavium - IF Malmö Redhawks - IK Oskarshamn 1 - 3 (0-0, 1-2, 0-1) 4660 Malmö Arena 5 januari 2023 - Timrå IK - Luleå HF 1 - 2 (0-1, 1-0, 0-1) 5213 NHC Arena - Färjestad BK - Växjö Lakers HC 1 - 0 (0-0, 0-0, 0-0, 0-0, 1-0) 7672 Löfbergs Arena - HV 71 - Brynäs IF 3 - 1 (0-1, 3-0, 0-0) 7000 Husqvarna Garden - Linköping HC - IF Malmö Redhawks 2 - 0 (1-0, 1-0, 0-0) Saab Arena - IK Oskarshamn - Skellefteå AIK 3 - 1 (0-1, 2-0, 1-0) 3071 Be-Ge Hockey Center - Frölunda HC - Leksands IF 4 - 2 (1-1, 1-0, 2-1) 10707 Scandinavium - Rögle BK - Örebro HK 4 - 5 (1-1, 3-1, 0-2, 0-0, 0-1) 6057 Catena Arena 7 januari 2023 - Timrå IK - Färjestad BK 3 - 4 (3-1, 0-1, 0-1, 0-1) 4853 NHC Arena - Växjö Lakers HC - Brynäs IF 5 - 4 (2-0, 1-2, 1-2, 1-0) 5112 Vida Arena - Frölunda HC - Luleå HF 5 - 2 (0-0, 2-2, 3-0) 12044 Scandinavium - Rögle BK - HV 71 2 - 1 (1-0, 0-0, 1-1) 6130 Catena Arena - IF Malmö Redhawks - Örebro HK 3 - 2 (1-2, 1-0, 0-0, 1-0) 10873 Malmö Arena - Leksands IF - IK Oskarshamn 2 - 4 (1-1, 0-0, 1-3) 5842 Tegera Arena - Linköping HC - Skellefteå AIK 7 - 4 (3-0, 2-2, 2-2) 5533 Saab Arena 12 januari 2023 - Luleå HF - Färjestad BK 5 - 4 (2-0, 2-4, 0-0, 1-0) 5938 Coop Norrbotten Arena - Skellefteå AIK - IF Malmö Redhawks 5 - 2 (0-1, 3-1, 2-0) 4039 Skellefteå Kraft Arena - Timrå IK - Rögle BK 0 - 5 (0-2, 0-1, 0-2) 4014 NHC Arena - Brynäs IF - Leksands IF 5 - 2 (1-1, 2-1, 2-0) 7720 Monitor ERP Arena - Örebro HK - Linköping HC 4 - 1 (1-0, 1-1, 2-0) 5254 Behrn Arena - Växjö Lakers HC - Frölunda HC 2 - 0 (0-0, 2-0, 0-0) 4436 Vida Arena 14 januari 2023 - Luleå HF - Växjö Lakers HC 1 - 3 (0-1, 0-0, 1-2) 6150 Coop Norrbotten Arena - Skellefteå AIK - Timrå IK 5 - 0 (0-0, 3-0, 2-0) 5403 Skellefteå Kraft Arena - Leksands IF - IF Malmö Redhawks 3 - 0 (0-0, 1-0, 2-0) 6843 Tegera Arena - Färjestad BK - HV 71 3 - 1 (1-0, 1-1, 1-0) 8250 Löfbergs Arena - Örebro HK - Brynäs IF 0 - 2 (0-0, 0-0, 0-2) 5500 Behrn Arena - Linköping HC - Frölunda HC 2 - 3 (0-1, 2-1, 0-0, 0-1) 6482 Saab Arena - IK Oskarshamn - Rögle BK 4 - 5 (1-1, 1-2, 2-1, 0-0, 0-1) 3207 Be-Ge Hockey Center 19 januari 2023 - Timrå IK - Örebro HK 2 - 3 (2-0, 0-1, 0-2) 3802 NHC Arena - Brynäs IF - Färjestad BK 2 - 3 (0-1, 0-1, 2-1) 6103 Monitor ERP Arena - Leksands IF - Skellefteå AIK 4 - 1 (1-1, 1-0, 2-0) 5292 Tegera Arena - IK Oskarshamn - Luleå HF 6 - 3 (1-2, 4-1, 1-0) 2837 Be-Ge Hockey Center - Växjö Lakers HC - IF Malmö Redhawks 4 - 3 (0-0, 0-2, 3-1, 1-0) 4034 Vida Arena - Rögle BK - Linköping HC 2 - 6 (1-2, 1-2, 0-2) 5761 Catena Arena 20 januari 2023 - HV 71 - Frölunda HC 6 - 3 (4-2, 0-1, 2-0) 7000 Husqvarna Garden 21 januari 2023 - Timrå IK - IK Oskarshamn 4 - 1 (2-0, 0-1, 2-0) 5800 NHC Arena - Färjestad BK - Skellefteå AIK 1 - 2 (1-1, 0-0, 0-1) 7981 Löfbergs Arena - Linköping HC - Luleå HF 2 - 3 (1-1, 0-1, 1-1) 6624 Saab Arena - Örebro HK - HV 71 5 - 2 (2-0, 1-1, 2-1) 5500 Behrn Arena - Växjö Lakers HC - Leksands IF 2 - 3 (0-2, 1-0, 1-0, 0-1) 5248 Vida Arena - Rögle BK - IF Malmö Redhawks 2 - 1 (1-0, 0-0, 0-1, 0-0, 1-0) 6310 Catena Arena 24 januari 2023 - Frölunda HC - Örebro HK 3 - 2 (1-1, 0-1, 2-0) 9301 Scandinavium - HV 71 - IK Oskarshamn 4 - 3 (1-0, 1-3, 1-0, 0-0, 1-0) 5818 Husqvarna Garden 26 januari 2023 - Luleå HF - Rögle BK 1 - 0 (0-0, 1-0, 0-0) 5856 Coop Norrbotten Arena - Skellefteå AIK - Frölunda HC 4 - 2 (2-0, 1-1, 1-1) 4371 Skellefteå Kraft Arena - Brynäs IF - Timrå IK 3 - 4 (0-3, 2-0, 1-1) 6113 Monitor ERP Arena - Örebro HK - IK Oskarshamn 1 - 5 (0-2, 1-2, 0-1) 5043 Behrn Arena - HV 71 - Leksands IF 2 - 3 (0-1, 1-0, 1-2) 6316 Husqvarna Garden - Linköping HC - Växjö Lakers HC 1 - 0 (0-0, 1-0, 0-0) 5915 Saab Arena - IF Malmö Redhawks - Färjestad BK 4 - 0 (2-0, 1-0, 1-0) 4896 Malmö Arena 28 januari 2023 - Timrå IK - Linköping HC 6 - 2 (2-0, 2-1, 2-1) 4659 NHC Arena - IF Malmö Redhawks - Brynäs IF 1 - 2 (0-0, 0-1, 1-1) 7190 Malmö Arena - HV 71 - Luleå HF 2 - 5 (0-2, 1-2, 1-1) 6938 Husqvarna Garden - Skellefteå AIK - Rögle BK 4 - 1 (1-0, 1-1, 2-0) 5019 Skellefteå Kraft Arena - Leksands IF - Örebro HK 1 - 3 (0-1, 1-1, 0-1) 6093 Tegera Arena - Färjestad BK - Frölunda HC 4 - 1 (1-1, 2-0, 1-0) 8250 Löfbergs Arena - IK Oskarshamn - Växjö Lakers HC 6 - 1 (0-0, 3-0, 3-1) 3275 Be-Ge Hockey Center 31 januari 2023 - Brynäs IF - Skellefteå AIK 3 - 2 (0-1, 1-1, 1-0, 0-0, 1-0) 5936 Monitor ERP Arena - Linköping HC - Färjestad BK 5 - 2 (2-1, 1-1, 2-0) 6066 Saab Arena - IK Oskarshamn - Frölunda HC 2 - 3 (0-2, 0-1, 2-0) 3000 Be-Ge Hockey Center - Växjö Lakers HC - Örebro HK 4 - 3 (1-0, 1-1, 1-2, 1-0) 4011 Vida Arena - Rögle BK - Leksands IF 1 - 4 (0-2, 0-2, 1-0) 5596 Catena Arena - IF Malmö Redhawks - Luleå HF 0 - 3 (0-3, 0-0, 0-0) 5419 Malmö Arena - HV 71 - Timrå IK 1 - 3 (0-2, 1-0, 0-1) 6645 Husqvarna Garden 2 februari 2023 - Timrå IK - HV 71 1 - 2 (0-0, 0-0, 1-2) 5023 NHC Arena - Luleå HF - Linköping HC 1 - 2 (0-0, 1-1, 0-0, 0-1) 5969 Coop Norrbotten Arena - Skellefteå AIK - IK Oskarshamn 5 - 3 (1-1, 2-2, 2-0) 3942 Skellefteå Kraft Arena - Leksands IF - Rögle BK 4 - 2 (1-1, 1-0, 2-1) 4254 Tegera Arena - Färjestad BK - Brynäs IF 3 - 2 (0-1, 2-1, 1-0) 6440 Löfbergs Arena - Örebro HK - Frölunda HC 3 - 2 (1-0, 0-0, 2-2) 5295 Behrn Arena - IF Malmö Redhawks - Växjö Lakers HC 7 - 2 (0-1, 4-0, 3-1) 4420 Malmö Arena 4 februari 2023 - Luleå HF - IK Oskarshamn 0 - 5 (0-1, 0-2, 0-2) 6078 Coop Norrbotten Arena - Skellefteå AIK - Linköping HC 4 - 1 (1-1, 3-0, 0-0) 5038 Skellefteå Kraft Arena - Brynäs IF - Rögle BK 1 - 2 (0-1, 1-0, 0-1) 7544 Monitor ERP Arena - HV 71 - IF Malmö Redhawks 5 - 1 (2-0, 1-0, 2-1) 7000 Husqvarna Garden - Timrå IK - Frölunda HC 3 - 1 (0-0, 2-1, 1-0) 4904 NHC Arena - Örebro HK - Leksands IF 3 - 4 (1-0, 1-1, 1-3) 5500 Behrn Arena - Växjö Lakers HC - Färjestad BK 4 - 0 (3-0, 1-0, 0-0) 5344 Vida Arena 7 februari 2023 - Luleå HF - HV 71 3 - 2 (0-1, 2-0, 0-1, 1-0) 5890 Coop Norrbotten Arena 14 februari 2023 - Timrå IK - Luleå HF 2 - 4 NHC Arena - Leksands IF - Växjö Lakers HC 0 - 2 Tegera Arena - Färjestad BK - IF Malmö Redhawks 4 - 7 Löfbergs Arena - Linköping HC - Brynäs IF 5 - 2 Saab Arena - IK Oskarshamn - Örebro HK 5 - 3 Be-Ge Hockey Center - Frölunda HC - HV 71 3 - 4 Scandinavium - Rögle BK - Skellefteå AIK 4 - 3 Catena Arena 16 februari 2023 - Luleå HF - Leksands IF 3 - 4 (0-0, 1-3, 2-1) 5866 Coop Norrbotten Arena - Brynäs IF - IK Oskarshamn 1 - 7 (0-1, 1-3, 0-3) 5558 Monitor ERP Arena - Örebro HK - Timrå IK 3 - 0 (1-0, 1-0, 1-0) 5131 Behrn Arena - HV 71 - Färjestad BK 5 - 2 (2-0, 2-1, 1-1) 7000 Husqvarna Garden - Växjö Lakers HC - Skellefteå AIK 3 - 4 (1-2, 2-1, 0-0, 0-1) 4682 Vida Arena - Frölunda HC - Linköping HC 6 - 1 (2-0, 3-1, 1-0) 10003 Scandinavium - IF Malmö Redhawks - Rögle BK 2 - 5 (0-3, 2-1, 0-1) 9513 Malmö Arena 18 februari 2023 - Timrå IK - Växjö Lakers HC 3 - 2 (0-0, 2-0, 1-2) 4467 NHC Arena - Leksands IF - Brynäs IF 2 - 1 (0-0, 2-0, 0-1) 7650 Tegera Arena - Färjestad BK - IK Oskarshamn 0 - 3 (0-1, 0-0, 0-2) 8250 Löfbergs Arena - Linköping HC - Örebro HK 2 - 3 (1-1, 1-0, 0-1, 0-1) 6064 Saab Arena - Rögle BK - Frölunda HC 6 - 7 (1-0, 4-4, 1-2, 0-1) 6310 Catena Arena - IF Malmö Redhawks - Skellefteå AIK 4 - 5 (2-3, 1-0, 1-2) 4795 Malmö Arena 21 februari 2023 - Luleå HF - Frölunda HC 2 - 1 (0-1, 0-0, 1-0, 1-0) 5987 Coop Norrbotten Arena - Skellefteå AIK - Brynäs IF 1 - 2 (0-0, 0-1, 1-0, 0-1) 5401 Skellefteå Kraft Arena - Färjestad BK - Timrå IK 6 - 2 (3-1, 2-1, 1-0) 6570 Löfbergs Arena - Örebro HK - IF Malmö Redhawks 3 - 4 (1-2, 1-0, 1-2) 5307 Behrn Arena - Linköping HC - Rögle BK 5 - 4 (1-1, 3-3, 1-0) 6713 Saab Arena - IK Oskarshamn - Leksands IF 5 - 1 (0-0, 2-1, 3-0) 3275 Be-Ge Hockey Center - Växjö Lakers HC - HV 71 3 - 0 (0-0, 0-0, 3-0) 5427 Vida Arena 23 februari 2023 - Timrå IK - Skellefteå AIK 1 - 3 (0-1, 0-1, 1-1) 4379 NHC Arena - Brynäs IF - IF Malmö Redhawks 4 - 1 (1-0, 0-0, 3-1) 6069 Monitor ERP Arena - Leksands IF - Färjestad BK 2 - 5 (1-2, 0-1, 1-2) 6157 Tegera Arena - HV 71 - Örebro HK 3 - 2 (0-0, 3-1, 0-1) 6933 Husqvarna Garden - IK Oskarshamn - Linköping HC 6 - 3 (1-1, 1-0, 4-2) 3275 Be-Ge Hockey Center - Rögle BK - Luleå HF 2 - 1 (1-0, 0-1, 0-0, 0-0, 1-0) 5796 Catena Arena 25 februari 2023 - Timrå IK - IF Malmö Redhawks 3 - 6 (1-0, 1-0, 1-6) 5018 NHC Arena - Brynäs IF - Frölunda HC 4 - 1 (2-0, 2-1, 0-0) 7266 Monitor ERP Arena - Linköping HC - HV 71 2 - 3 (1-0, 0-2, 1-0, 0-1) 8190 Saab Arena - Växjö Lakers HC - Luleå HF 4 - 0 (1-0, 2-0, 1-0) 5235 Vida Arena - Rögle BK - IK Oskarshamn 3 - 0 (1-0, 2-0, 0-0) 6310 Catena Arena - Skellefteå AIK - Leksands IF 1 - 2 (1-2, 0-0, 0-0) 5380 Skellefteå Kraft Arena - Färjestad BK - Örebro HK 4 - 5 (1-0, 1-2, 2-3) 8250 Löfbergs Arena 28 februari 2023 - Luleå HF - Brynäs IF 4 - 1 (1-0, 2-1, 1-0) Coop Norrbotten Arena - Timrå IK - Leksands IF 4 - 1 (2-0, 1-1, 1-0) NHC Arena - Färjestad BK - Linköping HC 6 - 2 (2-1, 2-0, 2-1) Löfbergs Arena - Örebro HK - Växjö Lakers HC 2 - 3 (0-1, 0-1, 2-0, 0-1) Behrn Arena - HV 71 - Rögle BK 5 - 2 (1-0, 2-1, 2-1) Husqvarna Garden - IK Oskarshamn - IF Malmö Redhawks 0 - 2 (0-1, 0-0, 0-1) Be-Ge Hockey Center - Frölunda HC - Skellefteå AIK 0 - 2 (0-1, 0-1, 0-0) Scandinavium 2 mars 2023 - Skellefteå AIK - Luleå HF 1 - 2 (1-0, 0-1, 0-0, 0-1) 5801 Skellefteå Kraft Arena - Brynäs IF - Örebro HK 2 - 3 (0-1, 1-1, 1-0, 0-1) 5933 Monitor ERP Arena - Leksands IF - HV 71 2 - 3 (1-0, 1-2, 0-0, 0-1) 7561 Tegera Arena - Linköping HC - Timrå IK 1 - 2 (1-1, 0-1, 0-0) 5678 Saab Arena - Växjö Lakers HC - IK Oskarshamn 3 - 0 (1-0, 2-0, 0-0) 5021 Vida Arena - Frölunda HC - IF Malmö Redhawks 2 - 3 (0-0, 0-0, 2-2, 0-1) 8135 Scandinavium - Rögle BK - Färjestad BK 2 - 4 (1-1, 1-2, 0-1) 6142 Catena Arena 4 mars 2023 - Skellefteå AIK - Färjestad BK 0 - 1 (0-1, 0-0, 0-0) 5349 Skellefteå Kraft Arena - Leksands IF - Frölunda HC 0 - 4 (0-1, 0-0, 0-3) 7650 Tegera Arena - IF Malmö Redhawks - Linköping HC 4 - 3 (1-2, 1-1, 1-0, 0-0, 1-0) 5361 Malmö Arena - Luleå HF - Örebro HK 1 - 2 (1-0, 0-1, 0-0, 0-1) 6150 Coop Norrbotten Arena - Brynäs IF - HV 71 5 - 3 (3-1, 1-1, 1-1) 7909 Monitor ERP Arena - IK Oskarshamn - Timrå IK 4 - 3 (0-0, 3-2, 1-1) 3275 Be-Ge Hockey Center - Rögle BK - Växjö Lakers HC 4 - 1 (2-0, 0-0, 2-1) 6310 Catena Arena 7 mars 2023 - Timrå IK - Brynäs IF 4 - 0 (0-0, 1-0, 3-0) 5800 NHC Arena - Färjestad BK - Luleå HF 4 - 3 (0-2, 1-0, 2-1, 0-0, 1-0) 8121 Löfbergs Arena - Örebro HK - Rögle BK 4 - 3 (2-2, 1-0, 1-1) 5390 Behrn Arena - HV 71 - Skellefteå AIK 3 - 0 (1-0, 1-0, 1-0) 7000 Husqvarna Garden - Växjö Lakers HC - Linköping HC 2 - 1 (0-0, 0-1, 2-0) 5051 Vida Arena - Frölunda HC - IK Oskarshamn 5 - 2 (2-1, 2-1, 1-0) 9518 Scandinavium - IF Malmö Redhawks - Leksands IF 4 - 1 (1-0, 1-0, 2-1) 4932 Malmö Arena 9 mars 2023 - Luleå HF - IF Malmö Redhawks 1 - 3 (0-0, 1-2, 0-1) 6150 Coop Norrbotten Arena - Skellefteå AIK - Örebro HK 3 - 2 (1-0, 2-1, 0-1) 5071 Skellefteå Kraft Arena - Brynäs IF - Växjö Lakers HC 0 - 5 (0-2, 0-1, 0-2) 4123 Monitor ERP Arena - Linköping HC - Leksands IF 2 - 5 (0-1, 0-1, 2-3) 7320 Saab Arena - IK Oskarshamn - HV 71 1 - 4 (0-0, 0-2, 1-2) 3275 Be-Ge Hockey Center - Frölunda HC - Färjestad BK 0 - 2 (0-0, 0-0, 0-2) 12044 Scandinavium - Rögle BK - Timrå IK 1 - 2 (0-1, 0-0, 1-1) 5912 Catena Arena |